# De Betuwe

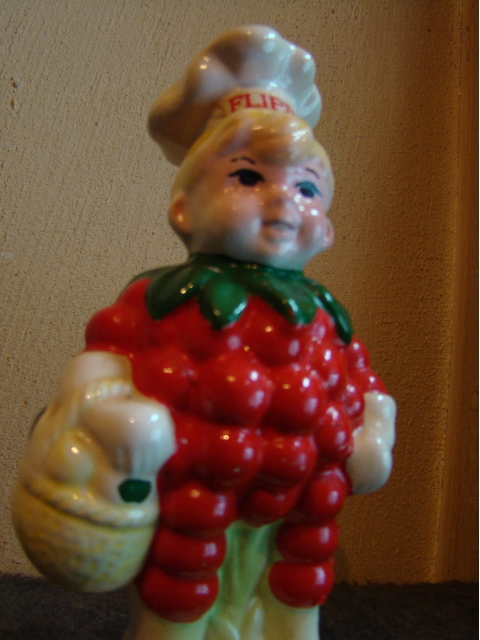
Flipje als spaarpot

Maatschappij "De Betuwe" is een jamfabriek te Tiel die bestond van 1885 tot 1993. De fabriek heeft vooral bekendheid verworven door de reclamecampagnes rond Flipje.

## Geschiedenis

### De opkomst
Maatschappij "De Betuwe" is voortgekomen uit azijnfabriek De Haas, die wijnazijn en bierazijn produceerde. Vanaf 1873 produceerde de fabriek ook koffiesurrogaat. Als zodanig ontstond de Tielsche Koffiesiroop Fabriek, die nog hetzelfde jaar werd omgedoopt in Firma J.H. Bruynis & Co. De koffij-siroop werd gemaakt van appelen, peren, bieten en wortelen. Blijkbaar deed men aldus ervaring op met het conserveren van vruchten.
Fredericus Baesjou, die in 1879 directeur was geworden, maakte in 1884 in Engeland kennis met het product "jam" en ging dit produceren. In 1886 ging de fabriek Nederlandsche Fabriek van Verduurzaamde Vruchten J.H. Bruynis & Co heten. In 1888 werd de naam Nederlandsche Fabriek van Verduurzaamde Vruchten Maatschappij de Betuwe N.V., een naam waaronder het bedrijf en zijn producten bekend zijn geworden. Het bedrijf heette ook nog wel: Eerste Nederlandsche Stoom-Gaskracht-Fabriek van Vruchtengeleien en Verduurzaamde Levensmiddelen de Betuwe. Isaac Holtz (1839-1921) bracht in dat jaar een kapitaal in van f 23.500 en werd samen met Baesjou tot directeur benoemd van de nieuwe NV. Men bleef koffiesiroop produceren tot 1910. Daarnaast werd nog kwast geproduceerd onder de naam Lemon Squash en tijdens de Eerste Wereldoorlog ook appelstroop.
Op deze wijze kon men het fruit dat in de Betuwe werd geproduceerd in eigen land verwerken. Voordien werd het grootste gedeelte ervan geëxporteerd. Het bedrijf kreeg in 1888 reeds het predicaat Hofleverancier. De jam was oorspronkelijk verpakt in aardewerken potten of in vijftienliterblikken waaruit de kruidenier dan de jam schepte. Voorts werd tomatensap en appeldrank geproduceerd onder de merknaam "Rijno".
Na de Eerste Wereldoorlog ontstonden er meerdere jamfabrieken, zodat de concurrentie sterk toenam. De Betuwe probeerde haar marktaandeel te behouden door het gebruik van "prima vruchten" en "prima suiker" te benadrukken. In 1927 werd de oude fabriek door een modernere installatie vervangen en in 1930 werd ook de ouderwets-lange naam vervangen door het modernere: Maatschappij de Betuwe N.V..
In 1935 werd een mannetje als reclame-icoon ingevoerd, dat al spoedig tot Flipje getransformeerd werd. De tekeningen werden eerst gemaakt door Daan Hoeksema, later nog even door Henk Rotgans en vanaf 1936 door E.M. ten Harmsen van der Beek. De berijmde teksten werden geschreven door diens echtgenote Freddie Langeler. Dit ventje met een koksmuts en een lijf van rode bessen, maakte De Betuwe landelijk bekend. Flipje figureerde met zijn vrienden Jasper Aap, Bertje Big en anderen op een soort filmstroken die in een zogenaamde "flipposcoop", een soort kijkdoos, konden worden bekeken. Later kwamen er ook Flipje-boekjes.
Tijdens de Tweede Wereldoorlog was er een toenemend gebrek aan grondstoffen. Tegen het einde van de oorlog bivakkeerde een aantal mensen in de kelders van de fabriek, uit angst voor bombardementen. De fabriek werd ernstig beschadigd en kon na de bevrijding aanvankelijk niet produceren. In 1948 was De Betuwe weer volledig op orde. In 1950 kreeg de fabriek bezoek van de koninklijke familie ter gelegenheid van het 65-jarig bestaan. De vele personeelsverenigingen smeedden een hechte band tussen de Tielse gemeenschap, het personeel en de fabriek. In 1952 werd het predicaat Koninklijk verleend en ging de fabriek Koninklijke Fabrieken van Vruchtenconserven Mij de Betuwe NV heten.

### De ondergang
Omdat allerlei Duitse en Amerikaanse bedrijven op overnames aasden, besloot de directie zelf een overnamepartner te zoeken. Dit werd Unilever, waarvan De Betuwe in 1961 een onderdeel werd. In 1965 werden de verkooporganisaties van De Betuwe en Calvé samengevoegd tot het in Delft gevestigde Calvé-De Betuwe. De productievestiging in Tiel bleef zelfstandig. Deze was overigens al lang niet meer afhankelijk van de Betuwse fruitteelt, maar importeerde fruit uit de gehele wereld.
In de daaropvolgende jaren stagneerde de verkoop van jam. Uiteindelijk werd De Betuwe in 1987 gekocht door de Bredase vruchtenverwerker Hero. Dit bracht de productie over naar Breda. De Tielse fabriek werd in 1993 gesloten.
Op de plaats van de fabriek is een woonwijk gebouwd. Delen van de fabrieksgevel en de directiewoning werden geïntegreerd in de nieuwbouw aan de Grotebrugse Grintweg.

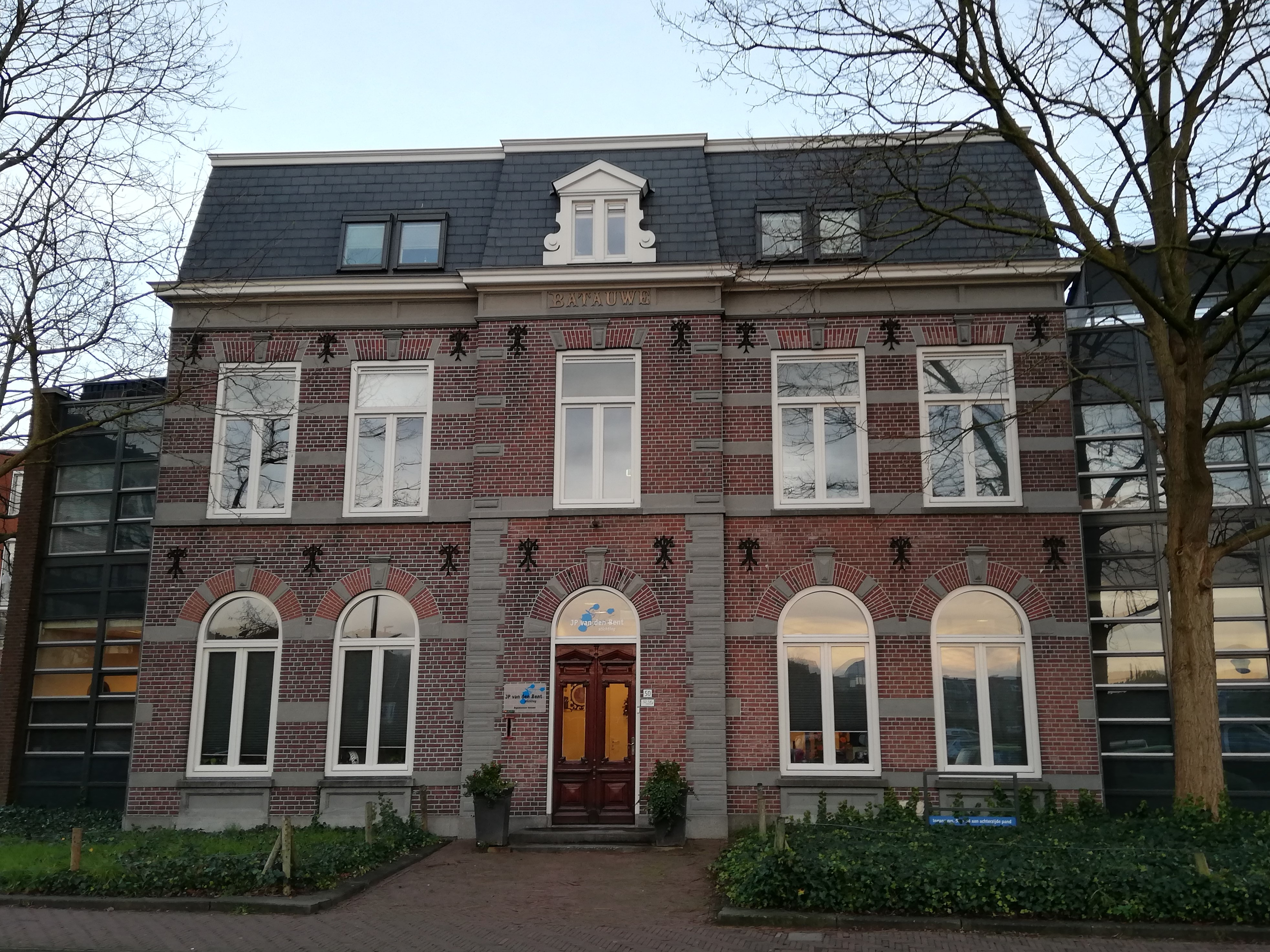
Voormalige directeurswoning van De Betuwe
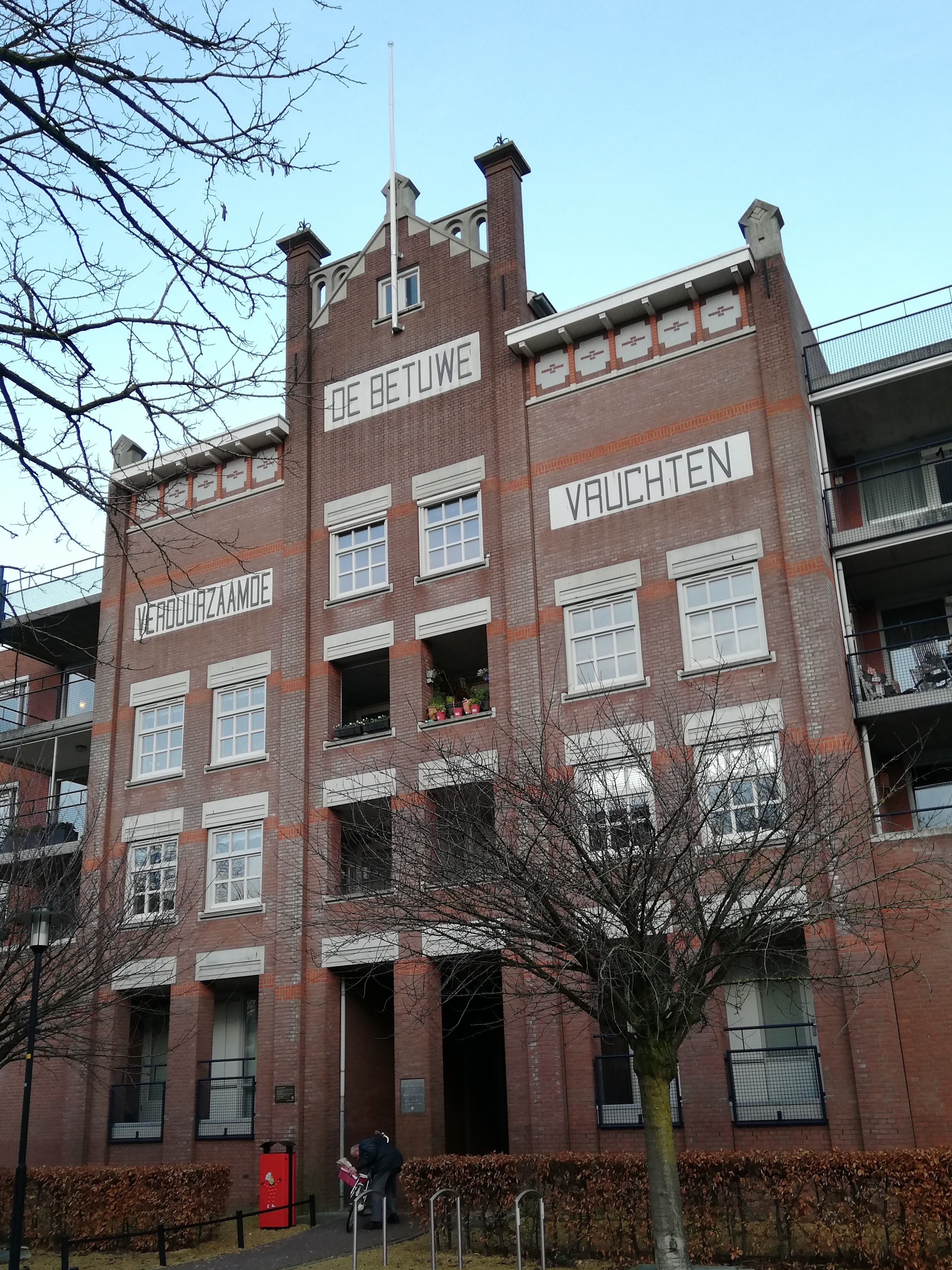
Voormalige perserij van De Betuwe
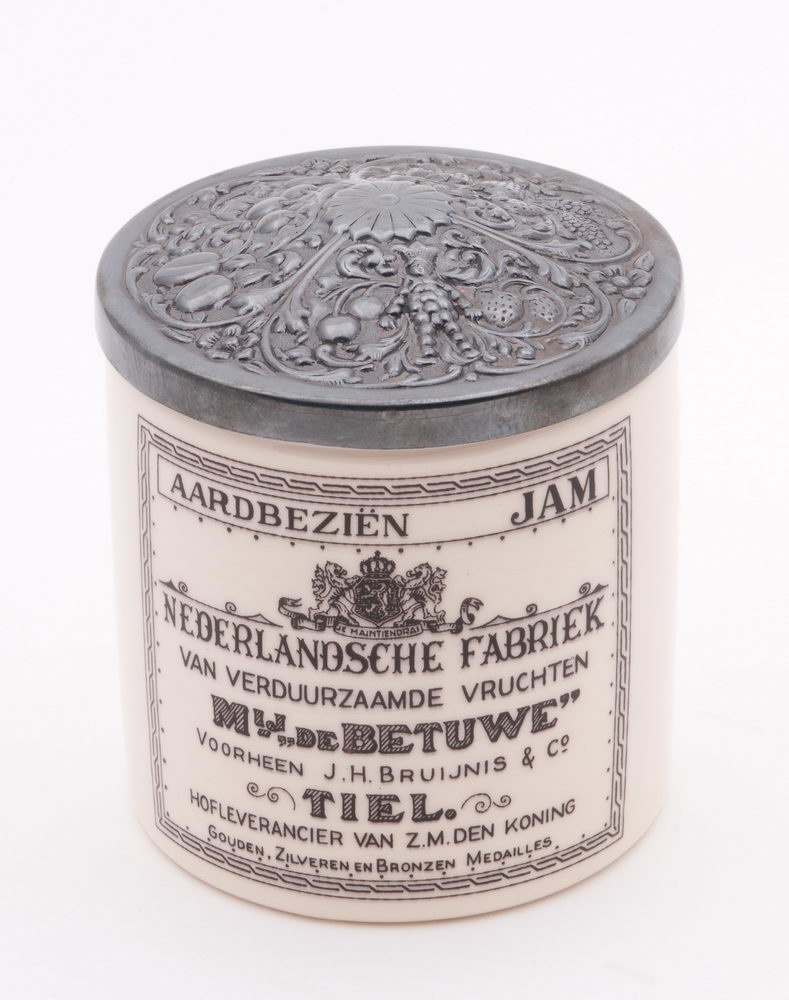
Jampot van aardewerk met een verzilverd deksel